# SM-68 Titan I

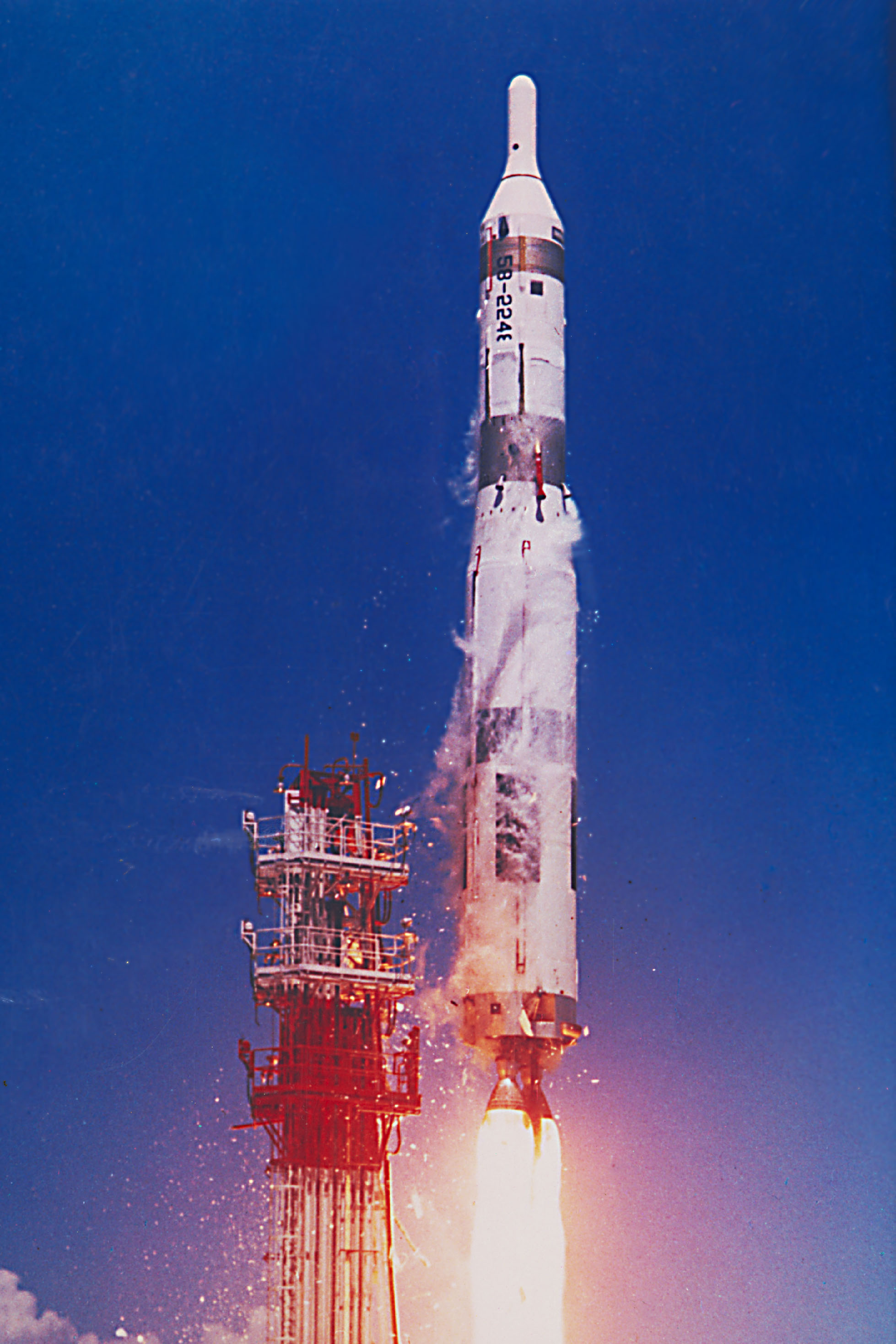
Start rakiety Titan I

Titan I – pierwsza amerykańska dwustopniowa rakieta balistyczna, skonstruowana w zakładach Martin Company na podstawie zamówienia z dnia 27 października 1955 r.
Próby rozpoczęły się 20 grudnia 1958 r., a pierwszy udany lot odbył się 27 stycznia 1960 r., rakieta przeleciała 4000 km. 16 maja 1961 r. rozpoczęto rozmieszczanie rakiet w bazie Lowry. Titan 1 wycofano ze służby do 1 kwietnia 1965 r.
Pierwotnie projektowana jako opcja zapasowa, w przypadku problemów z rozwojem SM-65 Atlas,ostatecznie weszła do służby, w celu zwiększenia ilości dostępnych pocisków w razie alarmu. Dodatkowo Silos rakietowy Titana był bardziej wytrzymały na atak z powietrza.
Dane taktyczno-techniczne:
- długość: 29,4 m
- średnica pierwszego członu: 3 m
- średnica drugiego członu: 2,4 m
- masa: 88 000 kg
- prędkość: 24 000 km/h
- zasięg: 9900 – 11 300 km
- celność CEP: około 800 m
- głowica W-38 lub W-49 o mocy 4 MT